# Kreisel (Heraldik)
Der Kreisel, ein Kinderspielzeug, auch mit Mönch, Triesel, Quinte oder Brummer bezeichnet, ist in der Heraldik eine sehr seltene Wappenfigur. Der Kreisel wird allgemein mit der Peitsche angetrieben. Nachgewiesen ist die Figur im Wappen der aus Lothringen stammenden Familie Pidoll von Quintenbach in der Rheinprovinz. Dort ist es ein redendes Wappen, da der Kreisel im Mirecourter Dialekt im 15. Jahrhundert Pidolot und darauf in der Gegend von Nancy Pidolle genannt wurde.

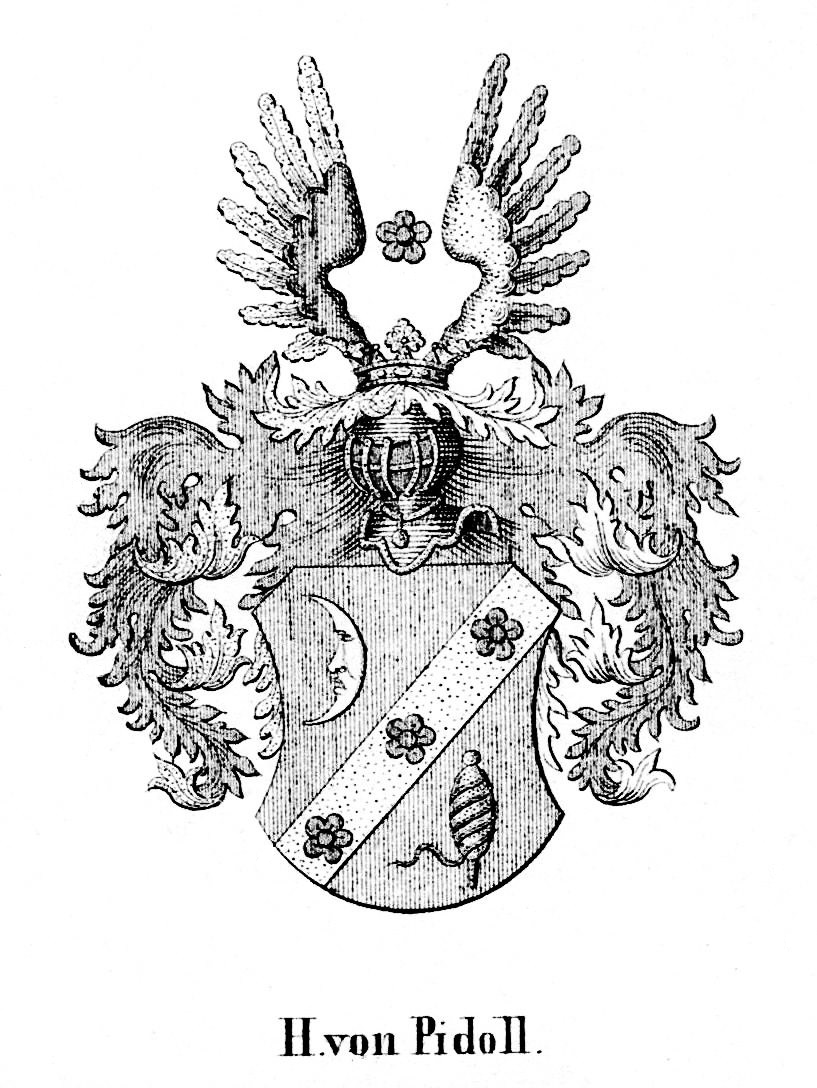
Wappen der Herren von Pidoll

Wappenbeschreibung: In Rot ein goldener Schräglinksbalken (nach Bernd (1835) ein Schrägrechtsbalken) und mit drei roten goldgebutzten Rosen belegt, rechts ein silberner gesichteter Halbmond, links ein goldener Kreisel mit blauer gewickelter Peitschenschnur.
Siebmacher und Gritzner erwähnten dieses Spielzeug bereits auf S. 127 und auf Tafel XXVII. Fig. 21 in ihrem Wappenbuch.